# 聖多明哥區
聖多明哥區（西班牙語：Distrito de Santo Domingo），是秘魯的一個區，位於該國西北部皮烏拉大區的莫羅蓬省，始建於1887年11月4日，面積187.32平方公里，海拔高度1,475米，2005年人口8,010，人口密度每平方公里43人。
5°01′45″S 79°52′34″W / 5.0292°S 79.8760°W